# Calodexia nigripes
Calodexia nigripes là một loài ruồi trong họ Tachinidae.